# Euthalia arata
Euthalia arata är en fjärilsart som beskrevs av Hans Fruhstorfer 1913. Euthalia arata ingår i släktet Euthalia och familjen praktfjärilar. Inga underarter finns listade i Catalogue of Life.